# Hyagnis chinensis
Hyagnis chinensis är en skalbaggsart som beskrevs av Stefan von Breuning 1961. Hyagnis chinensis ingår i släktet Hyagnis och familjen långhorningar. Inga underarter finns listade i Catalogue of Life.